# 梅田雅信
梅田雅信（うめだまさのぶ、1950年 - ）は、日本の経済学者。

## 経歴
1973年3月 北海道大学経済学部卒業、日本銀行入行。ノースウエスタン大学大学院留学(MA)、経済企画庁調査局内国調査第一課派遣、調査統計局物価統計課長、同経済統計課長、考査局考査役、日本経済研究センター主任研究員などで金融市場・金融機関考査等の金融実務や、調査統計局、金融研究所等でのリサーチ活動に携わる。
2003年4月より法政大学大学院客員教授、2006年より首都大学東京大学院社会科学研究科教授、北海道大学で博士（経済学）。
専門は、セントラル・バンキング論、金融政策論。

## 著書

### 単著
- 『超金融緩和のジレンマ』東洋経済新報社、2013年、ISBN 9784492654521
- 『日銀の政策形成「議事録」等にみる、政策判断の動機と整合性』東洋経済新報社、2011年、ISBN 9784492654415

### 共著
- 飯星博邦・梅田雅信・脇田成 『量的緩和―レジーム・スイッチVARからみた 2つの政策効果』 浅子和美・飯塚信夫・宮川努 編『世界同時不況と景気循環分析』東京大学出版会、2011年、p.201-220．、ISBN 9784130402514
- 『日本の消費者物価指数の諸特性と金融政策運営』 内閣府経済社会総合研究所企画・監修、吉川洋編『デフレ経済と金融政策』 慶応義塾大学出版会、2009年、p.295-344.、ISBN 9784766416756
- 宇都宮浄人 『経済統計の活用と論点 第3版』 東洋経済新報社、2009年、p.308．、ISBN 9784492470817
- 上村千明、山沢成康 『日本経済―変わったこと、変わらないこと』 中央経済社、2005年、ISBN 9784502653902

## 論文
- 「新日銀法下の金融政策決定過程に関する研究」科学研究費助成事業 研究代表者、研究成果報告書、2013年